# 第24回堂本剛独演会「小喜利の私」
第24回 堂本剛独演会「小喜利の私」（だい24かい どうもとつよしどくえんかい「こぎりのわたし」）は、堂本剛が開催するお笑いトークイベント。略称は「小喜利の私」「小喜利」。

## 概要
2011年12月19日、公演の開催が発表され、2012年1月1日に初開催された。堂本自身もイベントの詳細については公演中まで知らされておらず、公演中に「天の声が仕切って、剛ががんばるイベント」であることが明らかにされた。
具体的には、いわゆる大喜利イベントであり、次々に出されるお題に対し堂本が答えを出し、天の声が10点満点で採点し、満点を獲得するとご褒美が得られるシステムである。出演は堂本と天の声の2人のみであり、文字どおり「天の声」を担当するお笑いタレントは声のみの出演である。2015年までの公演で出演したお笑いタレントは総勢21人。
2009年頃に堂本が「芸人さんのような大喜利は無理だけど、小喜利ならやってみたいな」とイベント会社のスタッフに対しつぶやいていたことが発端とされ、イベント名の「小喜利」はここから採られている。また、平成24年で（24＝つよ＝剛）の年から始まったイベントであることから、初開催にもかかわらず「第24回」と銘打たれ、以降イベント名には毎回「第24回 堂本剛独演会」という冠が付けられている。当初は年明けのイベントであったことから除夜の鐘や煩悩の数と同じ「108」のお題に対し答えを出していくことが提示されていたが、公演時間内にすべての回答ができなかったことから、堂本は次回の開催について契約させられ、これが後にイベントの恒例化に繋がることとなった。
2012年秋には「大坂の陣」及び「東北三小喜利」の計13公演の開催が決定した。大坂の陣公演中には、大阪松竹座での追加4公演「三日間だけよ」の開催が、東北三小喜利の公演中には、翌年1月1日の「平成25年 初日の出」公演の開催が発表されている。また、同じく東北三小喜利の公演内において、以降7年間公演を行うことについて契約を締結させられ、以降定期的（例年毎年秋頃）に、関東・関西にて開催されている。時間については、初回は未明から明け方の開催であったが、第2回以降は午後帯の公演となっている（但し、元旦公演は除く）。また、1日に2公演（昼公演・夜公演）が行われることもある。
2014年・2015年には、140年以上の歴史を誇り、舞妓や芸妓が恒例の舞踊公演「都をどり」を開催することで知られ、男性が舞台に立つことは異例と言われる京都・祇園甲部歌舞練場でも公演が行われたり、毎年新春浅草歌舞伎が上演され、浅草芸能大賞授賞式が行われる浅草公会堂でもジャニーズ事務所所属のタレントで初めて公演を行った。2015年11月8日の公演までで通算57公演、66115人を動員。
2017年、10月・11月に2年ぶりに公演が行われ、3時間の大喜利や寸劇で元気な姿を見せた。
2020年8月23日には「第24回 堂本剛 独演会 小喜利の私 〜リモート剛で堂も初めましての陣〜 第一話？」、同年9月4日には「第24回 堂本剛 独演会 小喜利の私 〜リモート剛で堂も初めましての陣〜 第二話？」がJohnny's net オンラインで配信された。

## 公演リスト
「第24回堂本剛独演会「小喜利の私」」が基本の公演タイトルであるが、「（冠タイトル）＋第24回堂本剛独演会「小喜利の私」＋（サブタイトル）」という形になる場合もある。
|        | 冠タイトル                              | サブタイトル                                | 会場                                                   | 日程                         | 天の声                         | 備考                                       |
| 2012年 | 2012年                                  | 2012年                                      | 2012年                                                 | 2012年                       | 2012年                         | 2012年                                     |
| ------ | --------------------------------------- | ------------------------------------------- | ------------------------------------------------------ | ---------------------------- | ------------------------------ | ------------------------------------------ |
| 1      | 平成24年 初日の出                       |                                             | TOKYO DOME CITY HALL （東京都）                        | 01月01日                     | 浅越ゴエ（ザ・プラン9）        |                                            |
| 2      |                                         | 大阪の陣 第一話                             | 森ノ宮ピロティホール （大阪府） 7日間10公演            | 10月04日                     | ケンドーコバヤシ               |                                            |
| 3      | 大阪の陣 第二話                         | 10月05日                                    | 森ノ宮ピロティホール （大阪府） 7日間10公演            | 安達健太郎（カナリア）       |                                |                                            |
| 4      | 大阪の陣 第二.五話                      | 10月06日                                    | 森ノ宮ピロティホール （大阪府） 7日間10公演            | 安達健太郎（カナリア）       | 追加公演                       |                                            |
| 5      | 大阪の陣 第三話                         | 10月06日                                    | 森ノ宮ピロティホール （大阪府） 7日間10公演            | 安達健太郎（カナリア）       |                                |                                            |
| 6      | 大阪の陣 第三.五話                      | 10月07日                                    | 森ノ宮ピロティホール （大阪府） 7日間10公演            | 竹若元博（バッファロー吾郎） | 追加公演                       |                                            |
| 7      | 大阪の陣 第四話                         | 10月07日                                    | 森ノ宮ピロティホール （大阪府） 7日間10公演            | 竹若元博（バッファロー吾郎） |                                |                                            |
| 8      | 大阪の陣 第四.五話                      | 10月08日                                    | 森ノ宮ピロティホール （大阪府） 7日間10公演            | 竹若元博（バッファロー吾郎） | 追加公演                       |                                            |
| 9      | 大阪の陣 第五話                         | 10月08日                                    | 森ノ宮ピロティホール （大阪府） 7日間10公演            | 竹若元博（バッファロー吾郎） |                                |                                            |
| 10     | 大阪の陣 第六話                         | 10月09日                                    | 森ノ宮ピロティホール （大阪府） 7日間10公演            | 竹若元博（バッファロー吾郎） |                                |                                            |
| 11     | 大阪の陣 最終話                         | 10月10日                                    | 森ノ宮ピロティホール （大阪府） 7日間10公演            | ケンドーコバヤシ             |                                |                                            |
| 12     |                                         | 東北三小喜利                                | 福島県文化センター （福島県）                          | 10月18日                     | 竹若元博（バッファロー吾郎）   |                                            |
| 13     | 仙台サンプラザホール （宮城県）         | 東北三小喜利                                | 10月19日                                               | 西野亮廣（キングコング）     |                                |                                            |
| 14     | 盛岡市民文化ホール・大ホール （岩手県） | 東北三小喜利                                | 10月21日                                               | 隅田美保（アジアン）         |                                |                                            |
| 15     | 大阪松竹座 特別公演                     | 三日間だけよ                                | 大阪松竹座 （大阪府） 3日間4公演                       | 11月07日                     | 安達健太郎（カナリア）         |                                            |
| 16     | 大阪松竹座 特別公演                     | 三日間だけよ                                | 大阪松竹座 （大阪府） 3日間4公演                       | 11月08日                     | 竹若元博（バッファロー吾郎）   |                                            |
| 17     | 大阪松竹座 特別公演                     | 三日間だけよ                                | 大阪松竹座 （大阪府） 3日間4公演                       | 11月08日                     | 西野亮廣（キングコング）       |                                            |
| 18     | 大阪松竹座 特別公演                     | 三日間だけよ                                | 大阪松竹座 （大阪府） 3日間4公演                       | 11月09日                     | 安達健太郎（カナリア）         |                                            |
| 2013年 |                                         |                                             |                                                        |                              |                                |                                            |
| 19     | 平成25年 初日の出                       | 旅立ちは江戸から そして…                    | TOKYO DOME CITY HALL （東京都）                        | 01月01日                     | 綾部祐二（ピース）             |                                            |
| 20     | 大阪松竹座 特別公演                     | 一週間です。                                | 大阪松竹座 （大阪府） 7日間9公演                       | 10月29日                     | 西野亮廣（キングコング）       |                                            |
| 21     | 大阪松竹座 特別公演                     | 一週間です。                                | 大阪松竹座 （大阪府） 7日間9公演                       | 10月30日                     | あべこうじ                     |                                            |
| 22     | 大阪松竹座 特別公演                     | 一週間です。                                | 大阪松竹座 （大阪府） 7日間9公演                       | 10月31日                     | 竹若元博（バッファロー吾郎）   |                                            |
| 23     | 大阪松竹座 特別公演                     | 一週間です。                                | 大阪松竹座 （大阪府） 7日間9公演                       | 10月31日                     | 竹若元博（バッファロー吾郎）   |                                            |
| 24     | 大阪松竹座 特別公演                     | 一週間です。                                | 大阪松竹座 （大阪府） 7日間9公演                       | 11月01日                     | 西野亮廣（キングコング）       |                                            |
| 25     | 大阪松竹座 特別公演                     | 一週間です。                                | 大阪松竹座 （大阪府） 7日間9公演                       | 11月02日                     | 浜本広晃（テンダラー）         |                                            |
| 26     | 大阪松竹座 特別公演                     | 一週間です。                                | 大阪松竹座 （大阪府） 7日間9公演                       | 11月03日                     | 藤本敏史（FUJIWARA）           |                                            |
| 27     | 大阪松竹座 特別公演                     | 一週間です。                                | 大阪松竹座 （大阪府） 7日間9公演                       | 11月03日                     | お〜い!久馬（ザ・プラン9）     |                                            |
| 28     | 大阪松竹座 特別公演                     | 一週間です。                                | 大阪松竹座 （大阪府） 7日間9公演                       | 11月04日                     | 石田明（NON STYLE）            |                                            |
| 29     | 新橋演舞場 特別公演                     | 三日間だけよ                                | 新橋演舞場 （東京都） 3日間5公演                       | 11月26日                     | 西野亮廣（キングコング）       |                                            |
| 30     | 新橋演舞場 特別公演                     | 三日間だけよ                                | 新橋演舞場 （東京都） 3日間5公演                       | 11月26日                     | 竹若元博（バッファロー吾郎）   |                                            |
| 31     | 新橋演舞場 特別公演                     | 三日間だけよ                                | 新橋演舞場 （東京都） 3日間5公演                       | 11月27日                     | あべこうじ                     |                                            |
| 32     | 新橋演舞場 特別公演                     | 三日間だけよ                                | 新橋演舞場 （東京都） 3日間5公演                       | 11月27日                     | 藤森慎吾（オリエンタルラジオ） |                                            |
| 33     | 新橋演舞場 特別公演                     | 三日間だけよ                                | 新橋演舞場 （東京都） 3日間5公演                       | 11月28日                     | 博多大吉（博多華丸・大吉）     | [ 注 4 ]                                   |
| 2014年 |                                         |                                             |                                                        |                              |                                |                                            |
| 34     |                                         |                                             | 祇園甲部歌舞練場 （京都府） 5日間6公演                 | 11月12日                     | 西野亮廣（キングコング）       |                                            |
| 35     | 11月13日                                |                                             | 祇園甲部歌舞練場 （京都府） 5日間6公演                 |                              | 西野亮廣（キングコング）       |                                            |
| 36     | 11月14日                                |                                             | 祇園甲部歌舞練場 （京都府） 5日間6公演                 |                              | 西野亮廣（キングコング）       |                                            |
| 37     | 11月15日                                | なかやまきんに君                            | 祇園甲部歌舞練場 （京都府） 5日間6公演                 |                              |                                |                                            |
| 38     | 11月15日                                | なかやまきんに君                            | 祇園甲部歌舞練場 （京都府） 5日間6公演                 |                              |                                |                                            |
| 39     | 11月16日                                | なかやまきんに君                            | 祇園甲部歌舞練場 （京都府） 5日間6公演                 |                              |                                |                                            |
| 40     |                                         |                                             | KAAT 神奈川芸術劇場 （神奈川県） 2日間3公演            | 11月26日                     | 博多大吉（博多華丸・大吉）     |                                            |
| 41     | 11月27日                                | ノブ小池（千鳥）                            | KAAT 神奈川芸術劇場 （神奈川県） 2日間3公演            |                              |                                |                                            |
| 42     | 11月27日                                | ノブ小池（千鳥）                            | KAAT 神奈川芸術劇場 （神奈川県） 2日間3公演            |                              |                                |                                            |
| 2015年 |                                         |                                             |                                                        |                              |                                |                                            |
| 43     |                                         |                                             | 祇園甲部歌舞練場 （京都府） 7日間9公演                 | 10月26日                     | ノブ（千鳥）                   |                                            |
| 44     | 10月27日                                | 兵動大樹（矢野・兵動）                      | 祇園甲部歌舞練場 （京都府） 7日間9公演                 |                              |                                |                                            |
| 45     | 10月28日                                | 西野亮廣（キングコング）                    | 祇園甲部歌舞練場 （京都府） 7日間9公演                 |                              |                                |                                            |
| 46     | 10月28日                                | 西野亮廣（キングコング）                    | 祇園甲部歌舞練場 （京都府） 7日間9公演                 |                              |                                |                                            |
| 47     | 10月29日                                | 山田花子                                    | 祇園甲部歌舞練場 （京都府） 7日間9公演                 |                              |                                |                                            |
| 48     | 10月30日                                | 安達健太郎（カナリア）                      | 祇園甲部歌舞練場 （京都府） 7日間9公演                 |                              |                                |                                            |
| 49     | 10月31日                                | こいで（シャンプーハット）                  | 祇園甲部歌舞練場 （京都府） 7日間9公演                 |                              |                                |                                            |
| 50     | 10月31日                                | こいで（シャンプーハット）                  | 祇園甲部歌舞練場 （京都府） 7日間9公演                 |                              |                                |                                            |
| 51     | 11月01日                                | 村上ショージ                                | 祇園甲部歌舞練場 （京都府） 7日間9公演                 |                              |                                |                                            |
| 52     |                                         |                                             | 浅草公会堂 （東京都） 4日間6公演                       | 11月05日                     | 西野亮廣（キングコング）       |                                            |
| 53     | 11月06日                                |                                             | 浅草公会堂 （東京都） 4日間6公演                       |                              | 西野亮廣（キングコング）       |                                            |
| 54     | 11月06日                                | デニス植野（デニス）                        | 浅草公会堂 （東京都） 4日間6公演                       |                              |                                |                                            |
| 55     | 11月07日                                | 竹若元博（バッファロー吾郎）                | 浅草公会堂 （東京都） 4日間6公演                       |                              |                                |                                            |
| 56     | 11月08日                                | 博多大吉（博多華丸・大吉）                  | 浅草公会堂 （東京都） 4日間6公演                       |                              |                                |                                            |
| 57     | 11月08日                                | 竹若元博（バッファロー吾郎）                | 浅草公会堂 （東京都） 4日間6公演                       |                              |                                |                                            |
| 2017年 |                                         |                                             |                                                        |                              |                                |                                            |
| 58     |                                         |                                             | 森ノ宮ピロティホール （大阪府） 5日間8公演             | 10月11日                     | 西野亮廣（キングコング）       |                                            |
| 59     | 10月12日                                | てつじ（シャンプーハット）                  | 森ノ宮ピロティホール （大阪府） 5日間8公演             |                              |                                |                                            |
| 60     | 10月12日                                | こいで（シャンプーハット）                  | 森ノ宮ピロティホール （大阪府） 5日間8公演             |                              |                                |                                            |
| 61     | 10月13日                                | なかやまきんに君                            | 森ノ宮ピロティホール （大阪府） 5日間8公演             |                              |                                |                                            |
| 62     | 10月14日                                | 川原克己（天竺鼠）                          | 森ノ宮ピロティホール （大阪府） 5日間8公演             |                              |                                |                                            |
| 63     | 10月14日                                | 川原克己（天竺鼠）                          | 森ノ宮ピロティホール （大阪府） 5日間8公演             |                              |                                |                                            |
| 64     | 10月15日                                | 安達健太郎（カナリア）                      | 森ノ宮ピロティホール （大阪府） 5日間8公演             |                              |                                |                                            |
| 65     | 10月15日                                | 桂三度                                      | 森ノ宮ピロティホール （大阪府） 5日間8公演             |                              |                                |                                            |
| 66     |                                         |                                             | 浅草公会堂 （東京都） 4日間5公演                       | 10月30日                     | 川原克己（天竺鼠）             |                                            |
| 67     | 10月31日                                | 斎藤司（トレンディエンジェル）              | 浅草公会堂 （東京都） 4日間5公演                       | [ 注 5 ]                     |                                |                                            |
| 68     | 11月01日                                | 橋本直（銀シャリ）                          | 浅草公会堂 （東京都） 4日間5公演                       |                              |                                |                                            |
| 69     | 11月01日                                | 橋本直（銀シャリ）                          | 浅草公会堂 （東京都） 4日間5公演                       |                              |                                |                                            |
| 70     | 11月02日                                | ノブ（千鳥）                                | 浅草公会堂 （東京都） 4日間5公演                       |                              |                                |                                            |
| 2018年 |                                         |                                             |                                                        |                              |                                |                                            |
| 71     |                                         |                                             | 京都劇場 （京都府） 4日間6公演                         | 10月16日                     | 橋本直（銀シャリ）             |                                            |
| 72     | 10月17日                                | 海原ともこ（海原やすよ・ともこ）            | 京都劇場 （京都府） 4日間6公演                         |                              |                                |                                            |
| 73     | 10月18日                                | こいで（シャンプーハット）                  | 京都劇場 （京都府） 4日間6公演                         |                              |                                |                                            |
| 74     | 10月18日                                | 川原克己（天竺鼠）                          | 京都劇場 （京都府） 4日間6公演                         |                              |                                |                                            |
| 75     | 10月19日                                | ノブ（千鳥）                                | 京都劇場 （京都府） 4日間6公演                         |                              |                                |                                            |
| 76     | 10月19日                                | ゆりやんレトリィバァ                        | 京都劇場 （京都府） 4日間6公演                         |                              |                                |                                            |
| 77     |                                         |                                             | 浅草公会堂 （東京都） 4日間6公演                       | 11月09日                     | くっきー（野性爆弾）           |                                            |
| 78     | 11月10日                                | てつじ（シャンプーハット）                  | 浅草公会堂 （東京都） 4日間6公演                       |                              |                                |                                            |
| 79     | 11月10日                                | 誠子（尼神インター）                        | 浅草公会堂 （東京都） 4日間6公演                       |                              |                                |                                            |
| 80     | 11月11日                                | 田中直樹（ココリコ）                        | 浅草公会堂 （東京都） 4日間6公演                       |                              |                                |                                            |
| 81     | 11月11日                                | 西野亮廣（キングコング）                    | 浅草公会堂 （東京都） 4日間6公演                       |                              |                                |                                            |
| 82     | 11月12日                                | 川原克己（天笠鼠）                          | 浅草公会堂 （東京都） 4日間6公演                       |                              |                                |                                            |
| 2020年 |                                         |                                             |                                                        |                              |                                |                                            |
| 83     |                                         | 〜リモート剛で堂も初めましての陣〜 第一話？ | 配信公演                                               | 08月23日                     |                                | 愉快な仲間たち: 辰巳雄大 松田元太 松倉海斗 |
| 84     |                                         | 〜リモート剛で堂も初めましての陣〜 第二話！ | 配信公演                                               | 09月04日                     |                                | 愉快な仲間たち: 辰巳雄大 松田元太 松倉海斗 |
| 2021年 |                                         |                                             |                                                        |                              |                                |                                            |
| 85     |                                         |                                             | 江戸川区総合文化センター 大ホール（東京都） 3日間5公演 | 06月09日                     |                                |                                            |
| 86     | 06月10日                                | りんたろー。（EXIT）                        | 江戸川区総合文化センター 大ホール（東京都） 3日間5公演 |                              |                                |                                            |
| 87     | 06月10日                                |                                             | 江戸川区総合文化センター 大ホール（東京都） 3日間5公演 |                              |                                |                                            |
| 88     | 06月11日                                |                                             | 江戸川区総合文化センター 大ホール（東京都） 3日間5公演 |                              |                                |                                            |
| 89     | 06月11日                                |                                             | 江戸川区総合文化センター 大ホール（東京都） 3日間5公演 |                              |                                |                                            |
| 90     |                                         |                                             | サンケイホールブリーゼ （大阪府） 3日間5公演           | 06月21日                     | てつじ(シャンプーハット)       | 6月4日の振替公演                           |
| 91     | 06月22日                                | 川原克己（天笠鼠）                          | サンケイホールブリーゼ （大阪府） 3日間5公演           | 6月5日の振替公演             |                                |                                            |
| 92     | 06月22日                                | こいで(シャンプーハット)                    | サンケイホールブリーゼ （大阪府） 3日間5公演           | 6月5日の振替公演             |                                |                                            |
| 93     | 06月23日                                |                                             | サンケイホールブリーゼ （大阪府） 3日間5公演           | 6月6日の振替公演             |                                |                                            |
| 94     | 06月23日                                |                                             | サンケイホールブリーゼ （大阪府） 3日間5公演           | 6月6日の振替公演             |                                |                                            |
| 95     |                                         |                                             | 森ノ宮ピロティホール （大阪府） 6日間7公演             | 10月19日                     |                                |                                            |
| 96     | 10月20日                                |                                             | 森ノ宮ピロティホール （大阪府） 6日間7公演             |                              |                                |                                            |
| 97     | 10月21日                                |                                             | 森ノ宮ピロティホール （大阪府） 6日間7公演             |                              |                                |                                            |
| 98     | 10月22日                                |                                             | 森ノ宮ピロティホール （大阪府） 6日間7公演             |                              |                                |                                            |
| 99     | 10月23日                                | 浅越ゴエ（ザ・プラン9）                     | 森ノ宮ピロティホール （大阪府） 6日間7公演             |                              |                                |                                            |
| 100    | 10月23日                                |                                             | 森ノ宮ピロティホール （大阪府） 6日間7公演             |                              |                                |                                            |
| 101    | 10月24日                                | 盛山晋太郎（見取り図）                      | 森ノ宮ピロティホール （大阪府） 6日間7公演             |                              |                                |                                            |
| 102    |                                         |                                             | TOKYO DOME CITY HALL （東京都） 2日間3公演             | 11月20日                     |                                |                                            |
| 103    | 11月21日                                |                                             | TOKYO DOME CITY HALL （東京都） 2日間3公演             |                              |                                |                                            |
| 104    | 11月21日                                |                                             | TOKYO DOME CITY HALL （東京都） 2日間3公演             |                              |                                |                                            |
| 2022年 |                                         |                                             |                                                        |                              |                                |                                            |
| 105    |                                         |                                             | 東京国際フォーラム ホールC（東京都） 4日間5公演        | 09月08日                     |                                |                                            |
| 106    | 09月09日                                |                                             | 東京国際フォーラム ホールC（東京都） 4日間5公演        |                              |                                |                                            |
| 107    | 09月10日                                |                                             | 東京国際フォーラム ホールC（東京都） 4日間5公演        |                              |                                |                                            |
| 108    | 09月10日                                |                                             | 東京国際フォーラム ホールC（東京都） 4日間5公演        |                              |                                |                                            |
| 109    | 09月11日                                |                                             | 東京国際フォーラム ホールC（東京都） 4日間5公演        |                              |                                |                                            |
| 110    |                                         |                                             | 森ノ宮ピロティホール （大阪府） 5日間6公演             | 10月06日                     |                                |                                            |
| 111    | 10月07日                                |                                             | 森ノ宮ピロティホール （大阪府） 5日間6公演             |                              |                                |                                            |
| 112    | 10月08日                                |                                             | 森ノ宮ピロティホール （大阪府） 5日間6公演             |                              |                                |                                            |
| 113    | 10月09日                                |                                             | 森ノ宮ピロティホール （大阪府） 5日間6公演             |                              |                                |                                            |
| 114    | 10月09日                                |                                             | 森ノ宮ピロティホール （大阪府） 5日間6公演             |                              |                                |                                            |
| 115    | 10月10日                                |                                             | 森ノ宮ピロティホール （大阪府） 5日間6公演             |                              |                                |                                            |
| 2023年 |                                         |                                             |                                                        |                              |                                |                                            |
| 116    |                                         |                                             | Zepp DiverCity（TOKYO） （東京都） 2日間3公演          | 11月06日                     |                                |                                            |
| 117    | 11月07日                                |                                             | Zepp DiverCity（TOKYO） （東京都） 2日間3公演          |                              |                                |                                            |
| 118    | 11月07日                                |                                             | Zepp DiverCity（TOKYO） （東京都） 2日間3公演          |                              |                                |                                            |
| 119    |                                         |                                             | Zepp Namba（OSAKA） （大阪府） 3日間5公演              | 11月13日                     |                                |                                            |
| 120    | 11月14日                                |                                             | Zepp Namba（OSAKA） （大阪府） 3日間5公演              |                              |                                |                                            |
| 121    | 11月14日                                |                                             | Zepp Namba（OSAKA） （大阪府） 3日間5公演              |                              |                                |                                            |
| 122    | 11月15日                                |                                             | Zepp Namba（OSAKA） （大阪府） 3日間5公演              |                              |                                |                                            |
| 123    | 11月15日                                |                                             | Zepp Namba（OSAKA） （大阪府） 3日間5公演              |                              |                                |                                            |